# Tchormaghan
Tchormaghan noïon (cyrillique : Чормаган хорчи, MNS : Chormagan Khorchi), également orthographié Chormaqan Noyan ou Chormagan Noyan, était un noyan et un général de l'empire mongol sous les règnes de Genghis Khan et d'Ögödei, souvent mentionné dans l'Histoire secrète des Mongols.
Il a probablement participé aux campagnes mongoles dans le nord de la Chine et au raid de Subötai et de Djebé autour de la Caspienne en 1222-1223. Durant l'hiver 1230, il est chargé par Ögödei de relancer la conquête de la Perse. Il lance trois tumens (unité de 10000), soit environ 90 000 soldats, contre le Khwârazm-Shah Jalal ad-Din, qui traversent rapidement le Khorasan et marchent sur l’Azerbaïdjan. Jalal ad-Din, affaibli par sa défaite face aux musulmans, abandonne Tabriz au printemps 1231 et fuit vers le territoire de Moghan et d’Arran, à l’embouchure de la Koura et de l’Araxe, puis à Diyarbakir.
Tchormaghan s’installe avec ses troupes à l’embouchure de la Koura et de l’Araxe. En 1233, il entre en Arménie et s’empare de plusieurs villes dont il massacre la population, comme à Maragha. Tabriz est épargné après le versement d'un riche tribut. En 1236, ses troupes envahissent à nouveau la Géorgie et s’emparent sans combat de Tiflis, incendiée par son gouverneur en fuite. En 1239, les Mongols, qui occupent la plus grande partie de l’Arménie, incendient et saccagent les villes d’Ani et de Kars après le massacre de leur population. Tchormagha meurt en 1241 et est remplacé par son lieutenant Baïdju.

## Source
- László Lőrincz, Histoire de la Mongolie, des origines à nos jours, Akadémiai Kiadó, 1984, 292 p. (ISBN 978-963-05-3381-2, lire en ligne)
- René Grousset, L’empire des steppes, Attila, Gengis-Khan, Tamerlan, Paris, Payot, 1938, quatrième édition, 1965, (version .pdf) 669 (présentation en ligne, lire en ligne)
- Peter Jackson. Čormāgūn. Encyclopædia Iranica (December 15, 1993).
- Henry Hoyle Howorth, History of the Mongols from the 9th to the 19th century. Part III., Londres, Longmans, Green, And Co., 1888